# Zielone Ludowe
Zielone Ludowe (przed 2009 Zielone) – wieś w Polsce, położona w województwie dolnośląskim, w powiecie kłodzkim, w gminie Lewin Kłodzki.

## Podział administracyjny
Obecna miejscowość Zielone Ludowe powstała z połączenia obszaru 3 miejscowości. Po drugiej wojnie światowej miejscowości o nazwach włączono do miasta Duszniki-Zdrój:
- Ludów (niem. Reinerzkrone) [M. P. 1948 nr 14 poz. 692], 50°24′00″N 16°21′16″E/50,400000 16,354444,
- Zielone (niem. Hummelwitz [M. P. 1949 nr 29 poz. 445], 50°24′16″N 16°20′47″E/50,404444 16,346389
- Grodziec (niem. Ratschenberg) [M. P. 1948 nr 78 poz. 692], 50°24′36″N 16°20′13″E/50,410000 16,336944[6][7].

Najwyżej położony Grodziec nie występuje już kolejnych rozporządzeniach o miejscowościach. Na skanie map w geoportalu w pobliżu występuje wapiennik o nazwie Grodziec. Nazwą alternatywną góry Grodczyn położonej na północ od byłej miejscowości jest Grodziec, nazwę taką nosi też telewizyjna stacja transmisyjna na tej górze TSR Góra Grodziec.
W latach 1945–1969 znajdowały się w granicach nowo utworzonego miasta Duszniki-Zdrój. 1 stycznia 1970 wyłączono je z Dusznik-Zdroju i włączono do gromady Łężyce. Od 1 stycznia 1973 w gminie Lewin Kłodzki.
Pierwotnie Zielone Ludowe były dwoma przysiółkami o nazwach Zielone i Ludowe, w 1973 roku zostały one połączone w jedną wieś Zielone z przysiółkiem Ludowe.
W latach 1975–1998 miejscowość administracyjnie należała do województwa wałbrzyskiego.

## Historia
Pierwsza wzmianka o miejscowości Zielone pochodzi z 1595 roku. W połowie XVIII wieku powstał tu niewielki kamieniołom wapienia i wapiennik, w którym przetwarzano urobek. W roku 1747 istniała tu gospoda.
Ludowe powstało jako kolonia Dusznik w drugiej połowie XVII lub na początku XVIII wieku. Wieś miała układ rzędówki, z czternastoma budynkami położonymi po jednej, północnej stronie drogi.    

## Nazwa
Nazwa miejscowości została sformalizowana 1 stycznia 2009 r. Poprzednia nazwa Zielone została zmieniona na Zielone Ludowe a nazwa Ludowe została zniesiona.

## Szlaki turystyczne
Przez Zielone Ludowe przechodzi  Główny Szlak Sudecki z Bukowego Stawku do Dusznik-Zdroju.